# أورلاندو غوغ
أورلاندو غوغ (بالإنجليزية: Orlando Gough)‏ هو كاتب وملحن ومؤلف بريطاني، ولد في 24 أغسطس 1953 في برايتون في المملكة المتحدة.

## وصلات خارجية
- أورلاندو غوغ على موقع IMDb (الإنجليزية)
- أورلاندو غوغ على موقع ميوزك برينز (الإنجليزية)
- أورلاندو غوغ على موقع قاعدة بيانات برودواي على الإنترنت (الإنجليزية)
- أورلاندو غوغ على موقع ديسكوغز (الإنجليزية)
- أورلاندو غوغ على موقع قاعدة بيانات الفيلم (الإنجليزية)